# Nước trồi
Nước trồi là một hiện tượng hải dương nói về dòng nước lạnh, nhiều dinh dưỡng và đặc quánh di chuyển từ phía sâu lên vùng nước nông, thay thế cho dòng nước nóng hơn. Dòng nước này được tạo thành bởi sự tái sinh của các loài thực vật phù du. Dựa vào đặc tính sinh khối của tảo biển tại những khu vực trên, vùng nước trồi có thể nhận dạng qua hiện tượng nhiệt độ bề mặt thấp và nồng độ chlorophyll-a cao.
Sự phát triển vùng nước trồi ảnh hưởng đến năng suất đánh bắt. Khoảng 25% cá biển trên toàn cầu được đánh bắt từ 5 vùng nước trồi chỉ chiếm 5% diện tích mặt biển trên toàn thế giới. Nước trồi được tạo thành bởi dòng chảy trên biển hoặc phân luồng từ đại dương có ảnh hưởng lớn đến sản lượng đánh bắt hằng năm.

## Cơ chế hoạt động
Có 3 nguyên nhân chính gây ra hiện tượng nước trồi là gió, lực Coriolis và vận chuyển Ekman. Nhìn chung, trong hiện tượng nước trồi, gió thổi qua về mặt biển với một góc tới nhất định, tạo thành tương tác bề mặt gió-nước. Hệ quả là nước sẽ bị dịch chuyển theo hướng 90 độ do lực Coriolis và vận chuyển Ekman. Vận chuyển Ekman làm cho mặt nước dịch chuyển khoảng 45 độ so với hướng gió, ngoài ra hiện tượng này cũng gây ra ma sát đối với lớp nước bên dưới. Dòng nước sẽ có xu hướng di chuyển xoáy từ trên xuống dưới trong cột nước. Lực Coriolis cũng là nhân tố điều khiển hướng di chuyển của dòng nước. Dòng nước sẽ di chuyển về hướng phải ở Bắc Bán cầu và về hướng trái ở Nam Bán cầu. Nếu sự dịch chuyển khối này phân kì, dòng nước trồi sẽ thay thế cho dòng nước bị cuốn đi trước đó.

## Các dạng nước trồi
Các dạng nước trồi chính trong đại dương liên hệ với sự tách luồng dòng chảy mang dòng nước lạnh, giàu dinh dưỡng lên bề mặt biển. Nhìn chung có 5 dạng nước trồi chính: nước trồi khu vực đới bờ, nước trồi diện rộng, nước trồi trên các bề mặt, nước trồi do địa hình, nước trồi khuếch tán trên đại dương

### Khu vực đới bờ

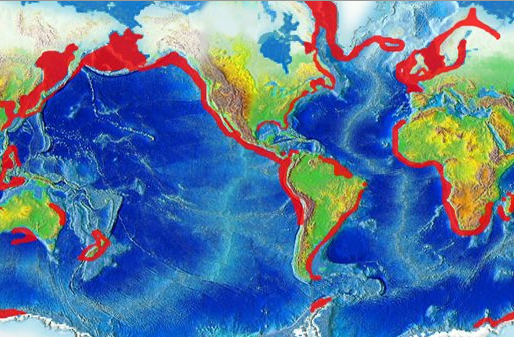
Màu đỏ là các khu vực nước trồi

Nước trồi khu vực đới bờ là dạng thường gặp nhất, dạng nước trồi này liên hệ mật thiết với các hoạt động của con người mà đặc trưng là nghề đánh bắt cá. Dòng nước gây ra bởi gió được tách ra về phía phải trên Bắc Bán cầu và phía trái trên Nam Bán cầu bởi lực Coriolis. Hệ quả là sự dịch chuyển khối của bề mặt nước theo một phía của gió gọi là vận chuyển Ekman. Khi vận chuyển Ekman xảy ra xa đới bờ, nước dịch chuyển được hoàn lưu bằng dòng nước lạnh phía bên dưới. Dạng nước trồi này có tốc độ di chuyển 5-10 mét/ ngày, nhưng mức độ dịch chuyển và khả năng xảy ra có thể thay đổi tuỳ thuộc vào tốc độ và thời gian tiếp xúc với mặt nước.
Khu vực nước sâu thường giàu dinh dưỡng bao gồm các yếu tố vi lượng như nitrat, phosphat và các axit silicic mà nguồn gốc từ các vật chất hữu cơ sau khi bị phân huỷ. Khi dòng vật liệu này được mang lên bề mặt, dinh dưỡng của nó sẽ nuôi các loài tảo bề mặt và giúp phân giải CO2 trong quá trình quang hợp. Vùng nước trồi có mức độ sinh trưởng sơ cấp cao nếu so sánh với các khu vực khác trên biển, chiếm hơn 50% năng suất toàn cầu. Mức độ sinh trưởng sơ cấp cao thúc đẩy các nguồn sinh vật biển phát triển vì tảo biển là loài cơ bản nhất trong chuỗi thức ăn đại dương.
Chuỗi thức ăn này được biểu diễn như sau:
Tảo biển -> Động vật nổi->Động vật tiêu thụ sơ cấp->Động vật tiêu thụ thứ cấp-> Cá -> Chim biển, động vật biển
Trên toàn thế giới có 5 khu vực nước trồi chính: Dòng Canary (Tây Bắc châu Phi), Dòng Benguela (phía nam châu Phi), Dòng California (Peru và Chile) và dòng Somali (Somalia và Oman). Những dòng chảy cung cấp một lượng dồi dào về thủy sản. Nước trồi cũng xuất hiện tại phía đông nam Brazil, tại Arraial do Cabo. Có 4 dòng chảy biên mà tại đó nước trồi xuất hiện bao gồm Canary, Benguela, California, Humboldt. Dòng Benguela là dòng chảy biên phía đông của khu vực nam Đại Tây Dương, có thể chia thành hai phụ lưu chính phía bắc và phía nam. Các phụ lưu này được phân ra bởi nước trồi Ludertiz là một trong những dòng nước trồi mạnh mẽ nhất trên trái đất. Hệ thống dòng chảy California là biên phía đông của Bắc Thái Bình Dương, đặc trưng của hệ thống này là phần phía Nam yếu hơn phần phía Bắc. Dòng Canary là biên phía đông của Bắc Đại Tây Dương được phân chia bởi quần đảo Canary. Cuối cùng, dòng Humboldt của hệ thống dòng Peru di chuyển dọc bờ biển Nam Mỹ từ Peru đến Chile và kéo dài hơn 1000 km ra khơi.

#### Xích đạo
Nước trồi tại xích đạo có liên quan đến khu vực liên nhiệt đới liên tục dịch chuyển và ở hai hướng Bắc Nam của xích đạo. Trong mùa gió chướng, gió hướng từ hướng Đông Bắc và Tây Nam hội tụ về khu vực này. Mặc dù không có lực Coriolis quanh xích đạo, nước trồi vẫn xuất hiện phía rìa Bắc và Nam ở đó. Dẫn đến sự phân kì dòng chảy, sự phân kì này có thể nhận dạng rõ ràng từ độ tập trung tảo biển từ vệ tinh.

#### Nam Đại Dương
Nước trồi diện rộng cũng có thể thấy ở Nam Đại Dương. Dòng khí thổi quanh Nam cực mang một lượng lớn nước biển chảy về hướng Bắc, dẫn đến nước trồi. Hiện tượng này cũng được xem như là một dạng nước trồi đới bờ. Trong nhiều mô hình toán và các kết quả phân tích, nước trồi Nam đại dương đại diện cho một lượng nước đặt quánh vận chuyển lên phía trên bề mặt biển. Nước trồi gây ra bởi gió cũng được tìm thấy ngoài khơi bờ Tây của Bắc Mỹ và Nam Mỹ, tây bắc Nam Phi, Tây Nam và Đông Nam châu Úc, hệ quả từ áp cao bán nhiệt đới.
Một vài mô hình hoàn lưu biển khơi chỉ ra rằng nước trồi diện rộng thường xảy ra tại khu vực nhiệt đới nơi có áp thấp xuất hiện và tạo ra dòng khí nóng phía trên bề mặt

#### Những nguồn khác
- Gián đoạn nước trồi cục bộ xảy ra khi đảo nổi, sống núi giữa đại dương tạo ra sự phản xạ dòng chảy nước sâu cũng là khu vực giàu chất dinh dưỡng. Ví dụ tị các đảo quanh Galapagos, đảo Seychelles.
- Nước trồi cũng xuất hiện trong vùng chuyển tiếp của bão nhiệt đới với tốc độ di chuyển 5 dặm/ giờ. Gia tốc góc của cơn bão mang dòng nước lạnh từ dưới lên trên và làm mất đi năng lượng của cơn bão đó.
- Nước trồi nhân tạo được tạo ra bằng những công cụ sử dụng năng lượng sóng hoặc năng lượng nhiệt để bơm nước lên mặt biển. Turbine gió là một trong những công cụ tạo nước trồi.

## Biến động
Mật độ nước trồi phụ thuộc vào cường độ gió và những thay đổi theo mùa, các yếu tố về địa hình đáy và sự bất định trong hệ thống dòng chảy.
Ở một vài khu vực, nước trồi là hiện tượng hằng năm dẫn đến sự bùng nổ về năng suất tại vùng nước gần bờ. Nước trồi bởi gió được tạo thành bởi sự chênh lệch nhiệt độ giữa hai khu vực. Tại khu vực ôn đới, nhiệt độ hằng năm thay đổi theo mùa rất lớn, tạo ra những chi kì nước trồi vào mùa xuân và màu hè, mùa đông gần như không có nước trồi. Ví dụ, ngoài khơi bờ biển Oregon, có 4 đến 4 dòng nước trồi được chia ra theo các giai đoạn khác nhau, nhưng chỉ kéo dài tròng 6 tháng của một năm. Ở khu vực nhiệt đới thì ngược lại, khu vực này có mức nhiệt độ ổn định qua thời gian, do vậy nước trồi cũng theo đó ổn định qua các năm. Ví dụ: nước trồi Peru, xuất hiện hầu hết các tháng trong năm.
Trong những năm bất thường khi gió mùa giảm cường độ hoặc đổi hướng, dòng nước trồi lên khu vực nóng và ít dinh dưỡng, tạo nên sự sụt giảm sinh khối và năng suất của tảo biển. Hiện tượng này được giải thích là hiện tượng El Niño. Nước trồi Peru rất nhạy cảm với hiện tượng El-nino.
Sự thay đổi địa hình đáy cũng làm ảnh hưởng đến dòng nước trồi. Ví dụ: một sóng núi ngầm giữa đại dương kéo dài từ bờ biển ra có thể tạo ra điều kiện xuất hiện nước trồi lý tưỡng hơn so với khu vực xung quanh.

## Sản lượng cao
Nước trồi là nguồn cũng cấp quan trọng sản lượng về hải sản, nó thu hút hàng trăm loại động vật, khu vực này cũng là khu vực được nghiên  cứu nhiều từ trước đến này. Tuy chỉ nghiên cứu ở khu vực nhiệt đới và các yếu tố đặc trưng cho vùng nước trồi, các nhà nghiên cứu cũng chỉ ra rằng khu vực này có sự trao đổi theo mô hình eo ong. Trong loại trao đổi này, mức độ nhiệt đới cao và thấp được thể hiện rõ ràng qua độ đa dạng giống loài. Dù vậy, mức độ nhiệt đới tức thời chỉ thể hiện một hoặc vài giống loài. Lớp nhiệt đới này bao gồm các loài cá sống tầng mặt chiếm khoảng 3-4% tổng số lượng. Lớp nhiệt đới thấp hơn bao gồm khoảng 500 loài thuộc họ Chân kiếm, chân bụng và 2500 loại thân giáp. Tại mức độ nhiệt đới cao nhất hoặc gần cao nhất, có hơn 100 loài động vật biển có vú và hơn 50 loài chim biển.